# Peso vacío operativo
El peso vacío operativo u OEW (sigla del inglés Operating Empty Weight) es el peso bruto del avión sin carga útil (tanto mercancías como pasajeros o tripulación) y sin combustible. Por otro lado, incluye todos los líquidos del avión necesarios para su operación (líquidos hidráulicos, agua, etc.). Otros elementos estándar incluyen todas modificaciones estructurales u órdenes de configuración que pueden haber alterado el OEW, incluidos todos los fluidos necesarios para la operación, como aceite de motor, refrigerante de motor, y combustible no utilizable. Los elementos del operador incluyen equipos opcionales fijos agregados por el operador por razones de servicio.
El peso agregado a la aeronave por encima de su OEW para un vuelo determinado es variable e incluye combustible para el vuelo y su carga. La carga depende del tipo de aeronave; es decir, pasajeros más equipaje para un avión de transporte o de cercanías, material para un avión de carga, provisiones para cazas/bombarderos y cargas de servicio como comidas y bebidas. Los pesos del combustible y la carga pueden alterar el centro de gravedad y el rendimiento del vuelo, y requieren un cálculo cuidadoso previo a cada vuelo.